# Tuula Teeri

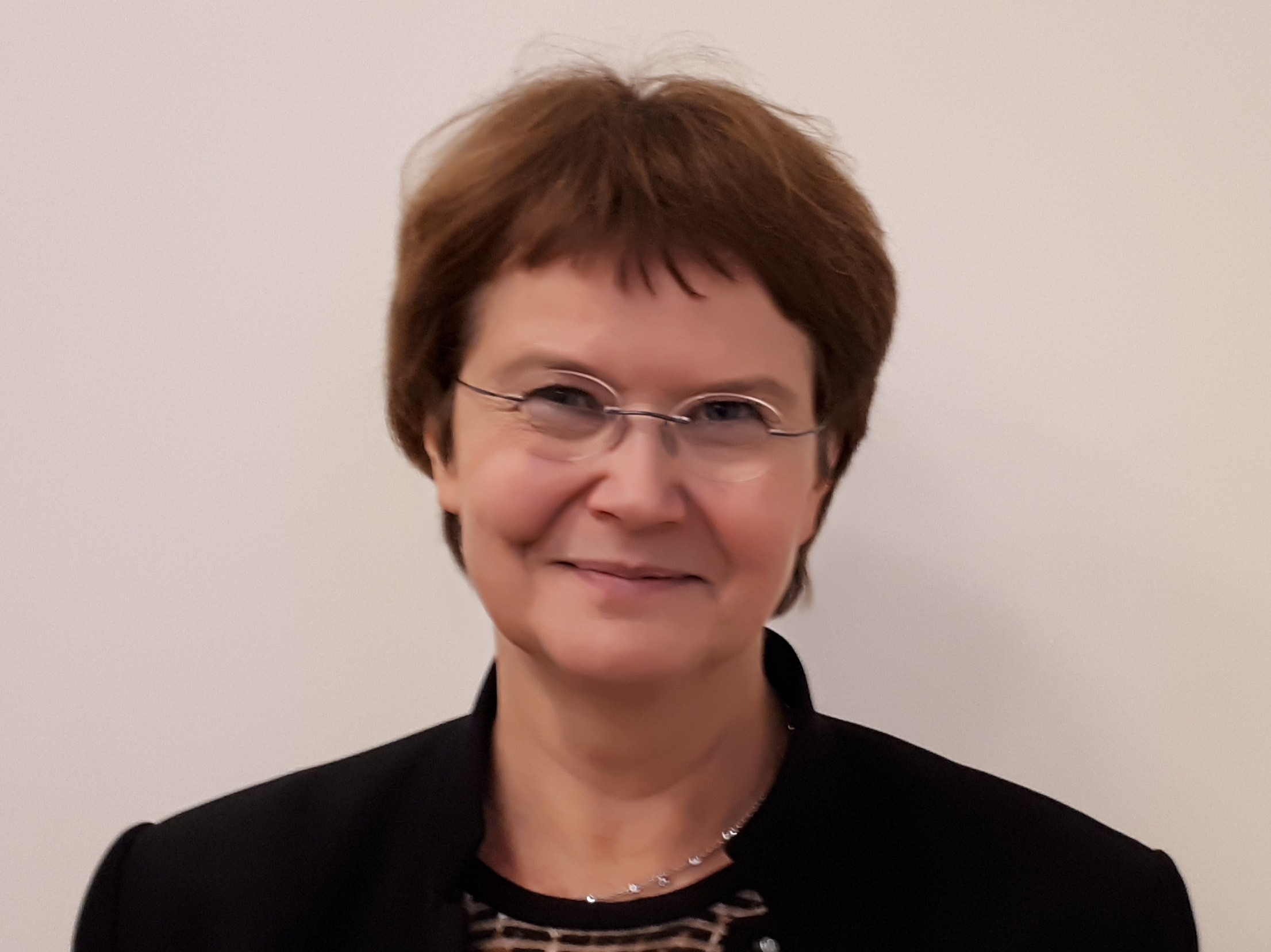
Tuula Teeri (2017)

Tuula Teeri (* 1957) ist eine finnische Molekularbiologin und seit 2017 Präsidentin der Königlich Schwedischen Akademie der Ingenieurwissenschaften.
Teeri promovierte an der Universität Helsinki im Fach Molekularbiologie. 1998 wurde sie auf eine Professur in molekularer Holzbiotechnologie an die Königliche Technische Hochschule (KTH) in Stockholm berufen. Am 12. Dezember 2007 wurde sie an der KTH zur Prorektorin gewählt. Im Dezember 2008 wurde sie zur ersten Präsidentin der kurz zuvor durch Fusion neu entstandenen Aalto-Universität gewählt. Seit 1. November 2017 ist sie Präsidentin der Königlich Schwedischen Akademie der Ingenieurwissenschaften.
Teeri wurde 2004 als Mitglied in die Königlich Schwedische Akademie der Wissenschaften berufen.